# Virola calophylla
A epená (Virola calophylla) é uma espécies de árvore da família das miristáceas.  É nativa da América Central e da América do Sul tropical, em particular de Panamá, Colômbia, Venezuela, Guiana, Suriname, Brasil, Bolívia, Equador e Peru.

## Descrição
As árvores crescem entre 7 e 25 metros de altura, e são encontrados nas florestas em baixas altitudes. As folhas são simples e alternas, de 37 a 40 cm de comprimeto por 8 a 11 cm de largo. O fruto é de elipsóide a ovóide e subglobular; tem 19 a 32 mm de comprimento, e de 12 a 20 milímetros de diâmetro, em grupos de 1 até 32.

## Uso
A resina de dentro da casca do caule da epená contém dimetiltriptamina e outras triptaminas, e na Amazônia, os indígenas usá-la como um rapé enteógeno.
A madeira é usada para fabricar portas, janelas, moveis e diversos produtos de marcenaria.
A medicina tradicional atribui à infusão da casca raspada diversas propriedades, entre as quais está aliviar os dores musculares e articulares.